# Sterley
Sterley er en kommune i det nordlige Tyskland, beliggende i Amt Lauenburgische Seen under Kreis Herzogtum Lauenburg. Kreis Herzogtum Lauenburg ligger i delstaten Slesvig-Holsten.

## Geografi
Sterley ligger cirka syv kilometer øst for Mölln, og otte kilometer sydøst for Ratzeburg. I kommunen ligger ud over Sterley, landsbyerne og bebyggelserne Kogel, Kogel Siedlung og Neue Welt. Mod nord grænser kommunen til Schaalseekanalen og søerne Pipersee og Salemer See.